# ANZAC
ANZAC er er en forkortelse for en sammenslutning af australske og newzealandske tropper, "The Australian and New Zealand Army Corps", som kæmpede sammen under 1. verdenskrig, 2. verdenskrig, i Korea og i Vietnam.
Første gang man havde et samarbejde af denne art, var den 25. april 1915, hvor ANZAC-styrkerne gik i land ved Gallipoli i Tyrkiet i det der siden blev kendt som Slaget om Gallipoli. Landgangen blev foretaget i en bugt, som senere er blevet kendt som Anzac Cove. 
Datoen for landgangen kaldes i dag ANZAC-dagen, og fejres hvert år i Australien og New Zealand til minde om faldne og tjenestegørende i ANZAC.
ANZAC-dagen svarer til lignende mindedage, bl.a. Veterans Day i USA, Remembrance Day i Storbritannien og V-E Day i Europa.